# Ocilla
Ocilla est une ville de Géorgie, aux États-Unis. Il s'agit du siège du comté d'Irwin.

## Démographie
| 1900 | 1910  | 1920  | 1930  | 1940  | 1950  |
| ---- | ----- | ----- | ----- | ----- | ----- |
| 805  | 2 017 | 2 180 | 2 034 | 2 124 | 2 697 |

| 1960  | 1970  | 1980  | 1990  | 2000  | 2010  |
| ----- | ----- | ----- | ----- | ----- | ----- |
| 3 217 | 3 185 | 3 436 | 3 182 | 3 270 | 3 414 |